# كاربيدوبا/ليفودوبا
كاربيدوبا/ليفودوبا
المعروف أيضا باسم ليفوكارب أو (كاريلدوبا) هو خليط من نوعين من الأدوية وهما الكاربيدوبا والليفودوبا ، حيث يستخدم بشكل اساسي لعلاج أعراض مرض الشلل الرعاشي (الباركنسون) ولكنه لا يحد من تقدم المرض، ويؤخذ عن طريق الفم، ويمكن أن تستغرق مدة العلاج من أسبوعين إلى ثلاثة أسابيع قبل ظهور النتائج ثم تبدأ كل جرعة بالعمل بعد عشر دقائق من أخذها ويستمر تأثيرها لمدة حوالي خمس ساعات.
وتشمل الآثار الجانبية الشائعة لدواء الكاربيدوبا مشاكل في الحركة، والغثيان، وهنالك آثار جانبية تعد أكثر خطورة والتي تتضمن الإكتئاب والشعور المفاجئ بالنعاس وحدوث اضطربات، وهذا الدواء يمنع تحول الليفودوبا خارج الدماغ وعندما يصل الليفودبا إلى الدماغ فإنه يتحول إلى دوبامين عن طريق تأثيراته.
ان هذا الدواء قدر مدرج ضمن قائمة الأدوية الأساسية لمنظمة الصحة العالمية، ويعتبر من أكثر الادوية الفعالة والآمنة الموجودة في النظام الصحي  ، وهو متوفر كدواء أصلي ويعد متوسط التكلفة، وقد بلغت التكلفة الاجمالية لهذا الدواء في الدول النامية حوالي (1.80) إلى (3.00) دولار أمريكي في الشهر، وبلغت التكلفة الشهرية للدواء في الولايات المتحدة الأمريكية حوالي (50) إلى (150) دولار أمريكي.

## الاستخدامات الأخرى
وهنالك استخدامات أخرى لدواء لفيدوبا تتضمن خلل التوتر العصبي المستجيب للدوبامين ومتلازمة تململ الساقين، وهناك دليل واضح انه فعال في علاج مرض ضعف البصر عند استخدامه مع العلاجات الأخرى.

## الأعراض الجانبية
وتشمل الأعراض الجانبية الشائعة مشاكل في الحركة، والغثيان، وتعد أكثر التأثيرات الجانبية المبكرة شيوعا هي الهلوسة، وتظهر مشاكل الحركة بعد 10-5 سنوات من بدء العلاج، وهناك آثار جانبية تعد أكثر خطورة والتي تشمل الشعور بالإكتئاب وانخفاض ضغط الدم عند الوقوف فجأة والشعور المفاجئ بالنعاس وعدم القدرة على الانخراط في السلوكيات الجنسية وغيرها من السلوكات الخطيرة.

## آلية عمل الدواء
يقوم إنزيم يدعى (دوبا ديكاربوكسيلاس) بتحويل الليفودوبا إلى دوبامين بشكل طبيعي، وهذا يحدث في كل من الدورة الدموية الطرفية وفي الجهاز العصبي المركزي بعد أن يعبر اليفودبا حدود دم الدماغ، وعندما يتم تنشيط مستقبلات الدوبامين الأساسية فإنها تبدأ أعراض مرض الباركنسون بالتحسن، ومع ذلك فإن تنشيط مستقبلات الدوبامين الطرفية تسبب الغثيان والقيء، ولهذا السبب يعطى دواء الليفودوبا عادة بالاشتراك مع مثبط (دوبا ديكاربوكسيلاس)، وفي هذه الحالة يكون كاربيدوبا، والذي يعتبر قطبيا جدا (ومشحون بدرجة الحموضة الفسيولوجية) مما يمنعه من المرور عبر حدود دماء الدماغ، ومع ذلك فإنه يمنع تحويل الليفودوبا إلى دوبا.